# Atem Distribuidora
A Atem Distribuidora é uma empresa brasileira do ramo de combustíveis com sede na cidade de Manaus. É uma das 10 maiores distribuidoras do Brasil em termos de volume, segundo a revista Exame e uma das 100 maiores empresas do Brasil, segundo o jornal Valor Econômico.
Fundada no ano 2000, a companhia atua nos estados do Acre, Amazonas, Mato Grosso, Pará, Rondônia e Roraima.
Conta com bases próprias de distribuição de combustíveis localizadas em Manaus, Porto Velho, Miritituba, Cruzeiro do Sul e Cuiabá, atendendo a todas as exigências do mercado e da Agência Nacional do Petróleo (ANP). São mais de 280 franqueados, 5 bases de distribuição e cerca de 600 clientes ativos no mercado.

## História
A Atem's Distribuidora de Petróleo S.A. é uma sociedade anônima fechada fundada em 14 de agosto de 2000 na cidade de Manaus pelos irmãos Dibo, Miquéias e Naidson de Oliveira Atem. Sua atividade principal é o comércio atacadista de álcool carburante, biodiesel, gasolina e demais derivados de petróleo, exceto lubrificantes.
Em julgamento realizado no dia 20 de março de 2019, o Conselho Administrativo de Defesa Econômica (CADE) aprovou, por unanimidade, a aquisição da Amazonas Energia pelo Consórcio Oliveira Energia Atem. A empresa Atem, por sua vez, atua predominantemente no ramo de transporte/logística, comércio e fornecimento e distribuição de combustíveis na região Norte. A Atem, em conjunto com a Oliveira Energia, forma o Consórcio Oliveira Atem, que foi vencedor do leilão realizado pelo BNDES relativo à concessão do serviço público de distribuição de energia elétrica, associada à alienação das ações da Amazonas Energia. No ano seguinte, a Atem vende a participação acionária na Amazonas Energia.
Em outubro de 2021, a Atem passou a ser alvo de uma ação no STJ por ter crescimento duvidoso no faturamento da empresa ao não pagar impostos. A empresa nega a informação.
Em 30 de novembro de 2022, foi concluída a venda da Refinaria de Manaus (Reman) da Petrobras para o grupo Atem pelo valor total de R$ 285,6 milhões. A refinaria passou a ser controlada pela subsidiária Ream Participações.